# Totoiana
Totoiana, cunoscută și sub numele de „limba totoiană” sau „limba inversată” (în română Limba întoarsă), este o formă de vorbire folosită în satul Totoi din județul Alba (România). Este unică satului și nu se vorbește în celelalte sate care fac parte din comuna Sântimbru, de care aparține satul Totoi. Totoiana a fost creată cu scopul de a fi de neînțeles pentru vorbitorii obișnuiți de română, deși originile sale sau motivul pentru care ar fi nevoie de acest lucru sunt necunoscute. S-a spus că, întrucât locuitorii din Totoi erau buni artizani ai lemnului care făceau comerț cu produsele lor, totoiana ar fi putut fi creată pentru ca alți negustori să nu le poată înțelege. Cu toate acestea, George Cadar, membru al Asociației Române de Studii Semiotice, susține că a înregistrat o formă similară de vorbire departe de județul Alba, deși nu a detaliat acest lucru. Unii mai spun că a fost creată de servitori pentru ca patronii lor, boierii, din clasa nobilimii, să nu-i poată înțelege.
Totoiana este încă vorbită în sat, iar locuitorii săi amintesc că totoiana era cândva mai vorbită decât româna în Totoi, chiar dacă acum este folosită doar pentru distracție „la bere”. Pentru a vorbi totoiana se spune cuvântul românesc de la mijloc până la sfârșit și apoi i se adaugă începutul. Pentru cuvintele simple cu două silabe, silabele sunt inversate. De exemplu, masă ar deveni săma. Un „u” este în general adăugat pentru cuvintele care sunt mai greu de pronunțat atunci când sunt inversate. Acesta este cazul lui pahar, care devine harupă în totoiană. Alte exemple de totoiană sunt Fanuște, Laenico și Anio („Ștefan”, „Nicolae” și „Ioan”), cava („vacă”) și nudru nubu („drum bun” în limba română).
O formă de vorbire inversată, similară cu totoiana, există și în limba franceză și este cunoscută sub numele de verlan⁠(d) (de la l'envers, dar inversat).